# 柳惇
柳惇（639年—693年），字依仁，河东郡解县（今山西省运城市临猗县）人，出自河东柳氏西眷，唐朝、武周官员。

## 生平
柳惇以门调选为辇郎。例授邵州司户，转任隰州司户，凉州都督府士胄事。后来转任资州资阳县令。长寿二年（693年）七月初二，在长安武功里的宅第去世，时年五十五岁。长安二年（702年）五月廿九，迁葬河南龙门乡清河原。

## 家庭

### 高祖父
- 美阳孝男柳虬

### 曾祖父
- 柳止戈，隋朝仪同散骑常侍、平南将军，洛州、昌州、通州、和州刺史，平凉公

### 祖父母
- 柳艮，冀州别驾、锦州长史
- 义丰公主，隋朝公主

### 父母
- 柳寔，绵州昌隆令、湖州长史

### 兄弟
- 柳憬

### 夫人
- 京兆韦氏，出自南皮公房，隋朝江都县县令韦知止第五女

### 子
- 柳彦初